# Berseba
Berseba es un distrito electoral en la Región Karas de Namibia.  Su población es de 9.195 habitantes.
Los primeros diamantes en Namibia fueron hallados en Berseba en 1898, mientras que el petróleo fue encontrado en el distrito de Berseba en 1929. Berseba está emplazada directamente al sur del cráter Brukkaros.
- Datos: Q827236